# Cârstănești
Cârstănești – wieś w Rumunii, w okręgu Vâlcea, w gminie Oteșani. W 2011 roku liczyła 759 mieszkańców.